# Mesna

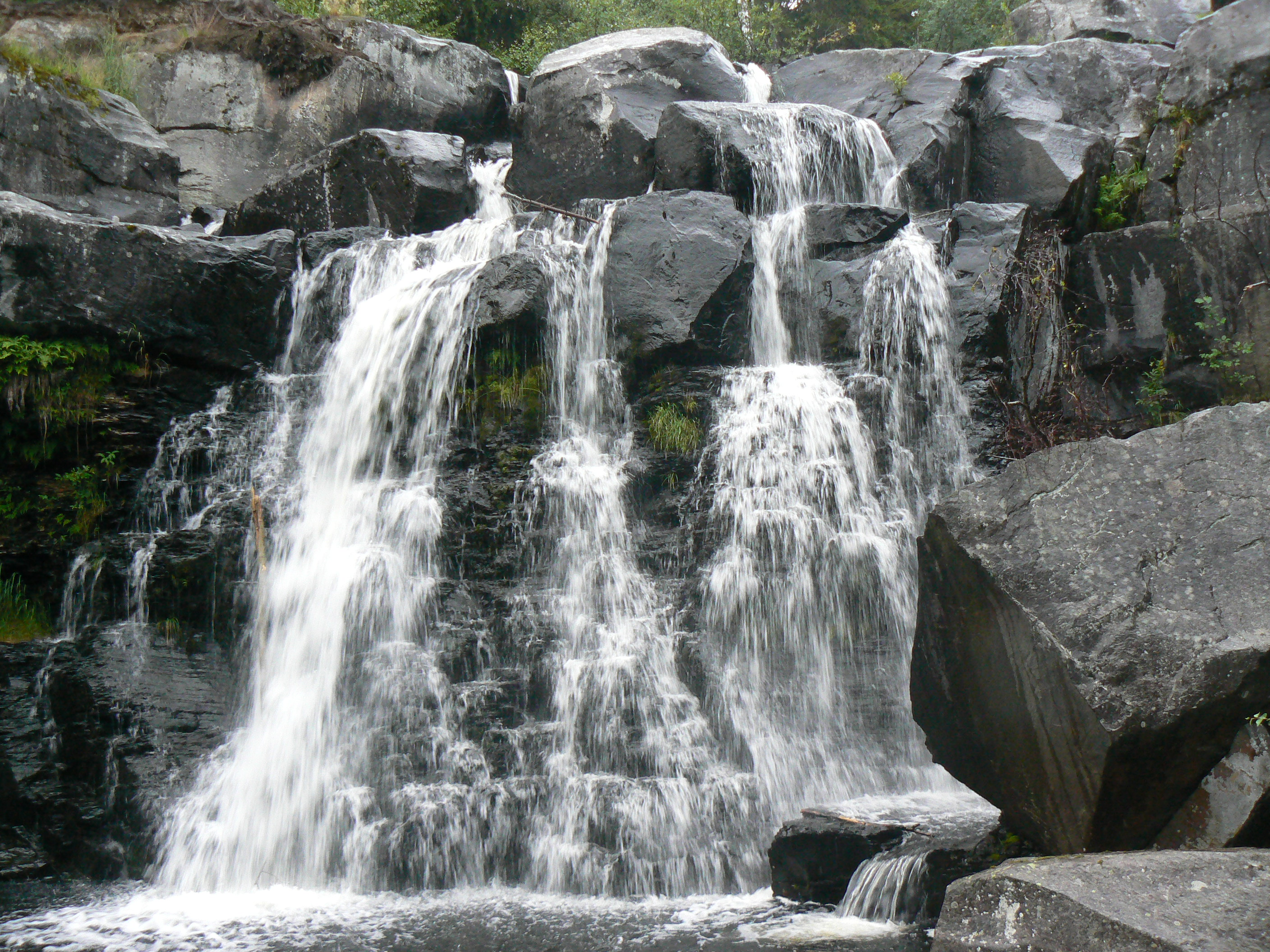
Vattenfall öster om Lillehammer

Mesna är ett vattendrag i Innlandet fylke i Norge. Det rinner västerut från sjön Nord-Mesna och ut i Mjøsa vid Lillehammer. Mesna är omkring en mil lång och har nära 400 meters fallhöjd. Vattendraget är uppdämt på fyra ställen, bland annat i centrala Lillehammer, där ett kraftverk finns. Längs den vattenfallsrika floden löper vandringsleder och skidspår.
Åveita heter ett biflöde.